# پلزن
پِلزِن (به چکی: Plzeň) یکی از شهرهای جمهوری چک واقع در غرب منطقه تاریخی بوهم است.
پلزن مرکز استان پلزن و چهارمین شهر پرجمعیت کشور است.
جمعیت این شهر بر پایه آمار سال ۲۰۰۶ برابر با ۱۶۳٬۳۶۲ نفر و مساحتش ۱۳۷٫۶۵ کیلومتر مربع است.
سومین کنیسه بزرگ یهودیان در جهان در این شهر قرار دارد.
مقر اصلی گروه صنعتی اشکودا در این شهر است.

## آموزش و اقتصاد
Plzeň مرکز زندگی علمی، تجاری و فرهنگی در غرب غربی جمهوری چک است.

## نگارخانه

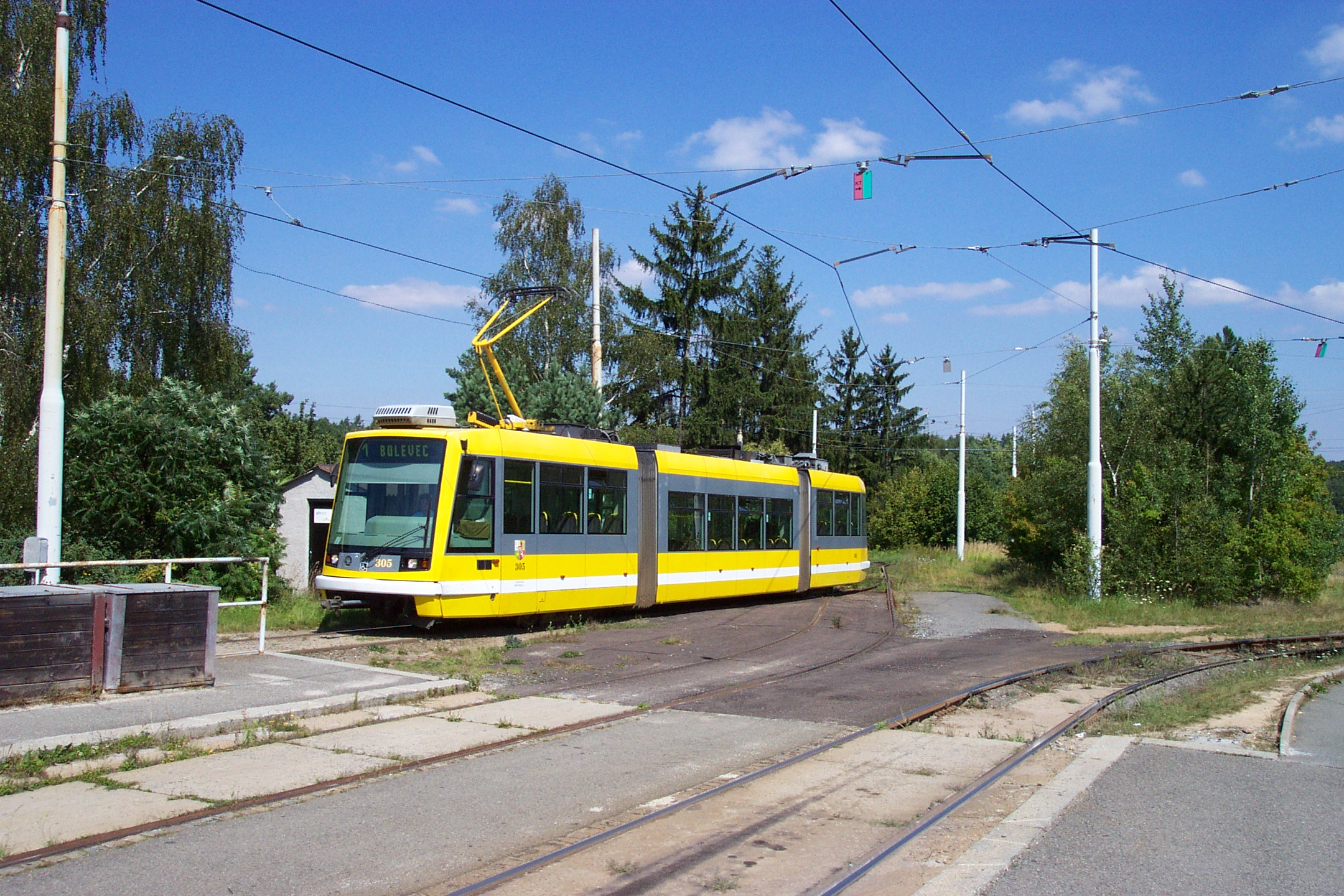
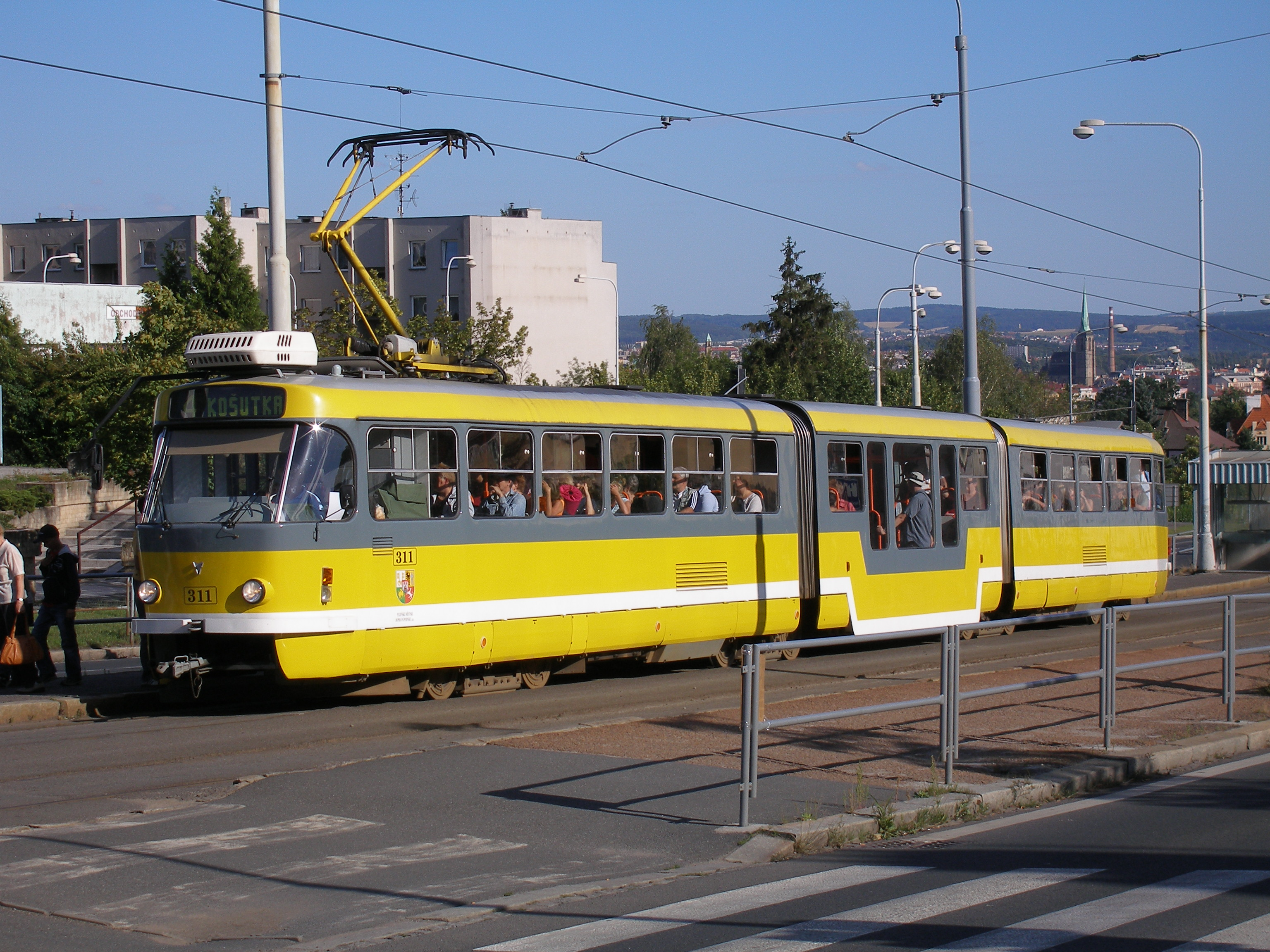
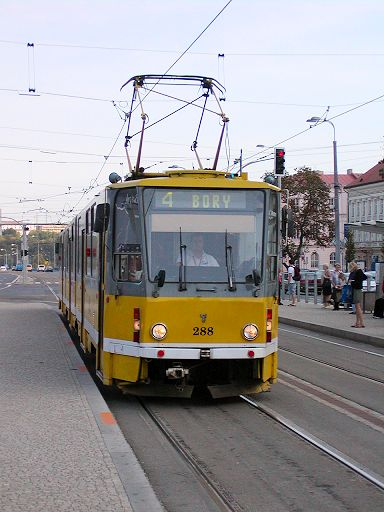
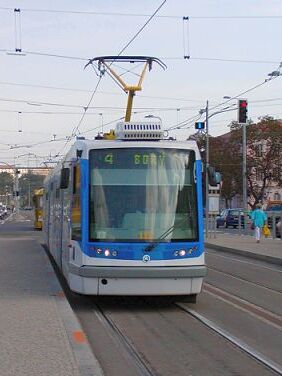
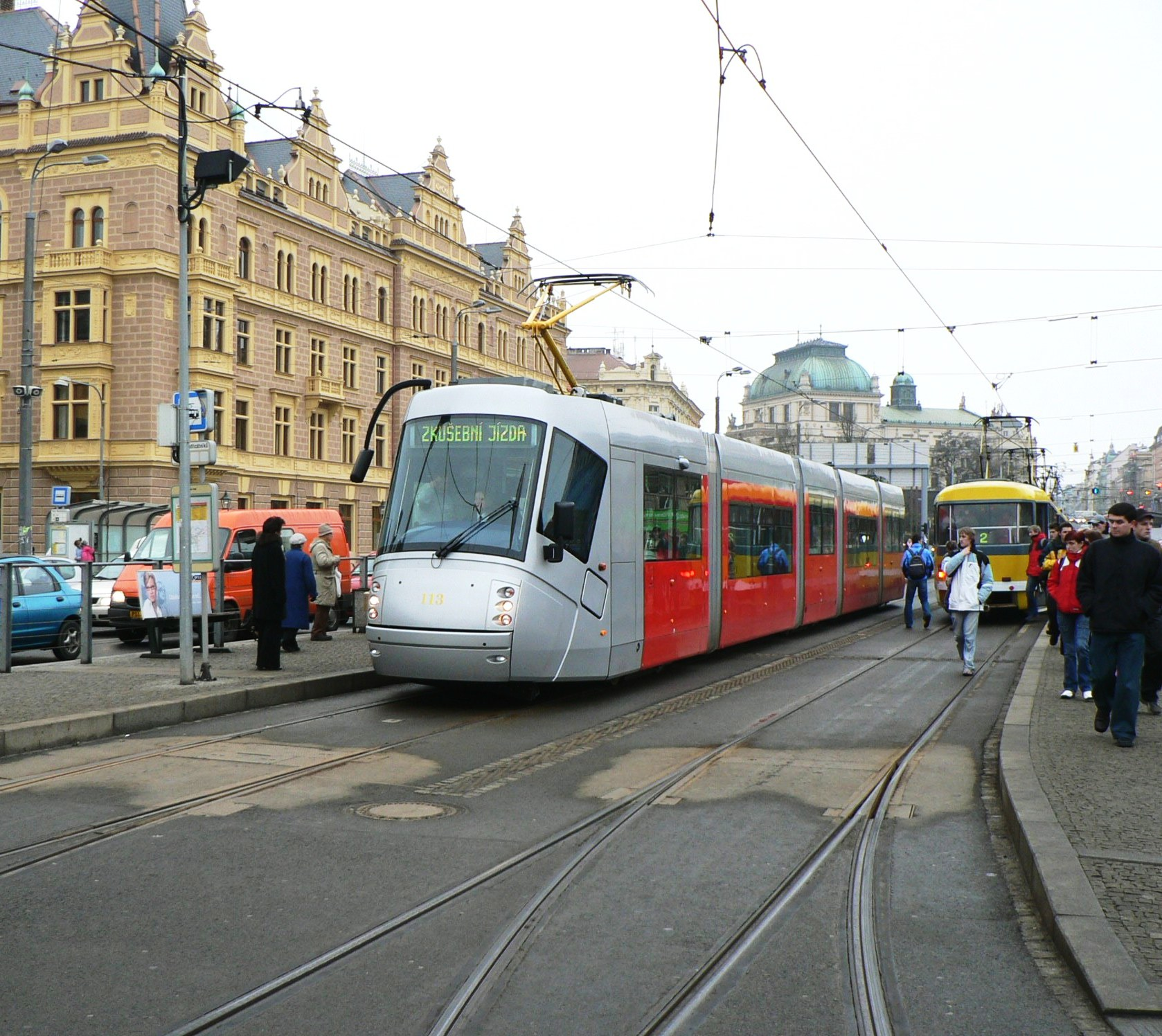
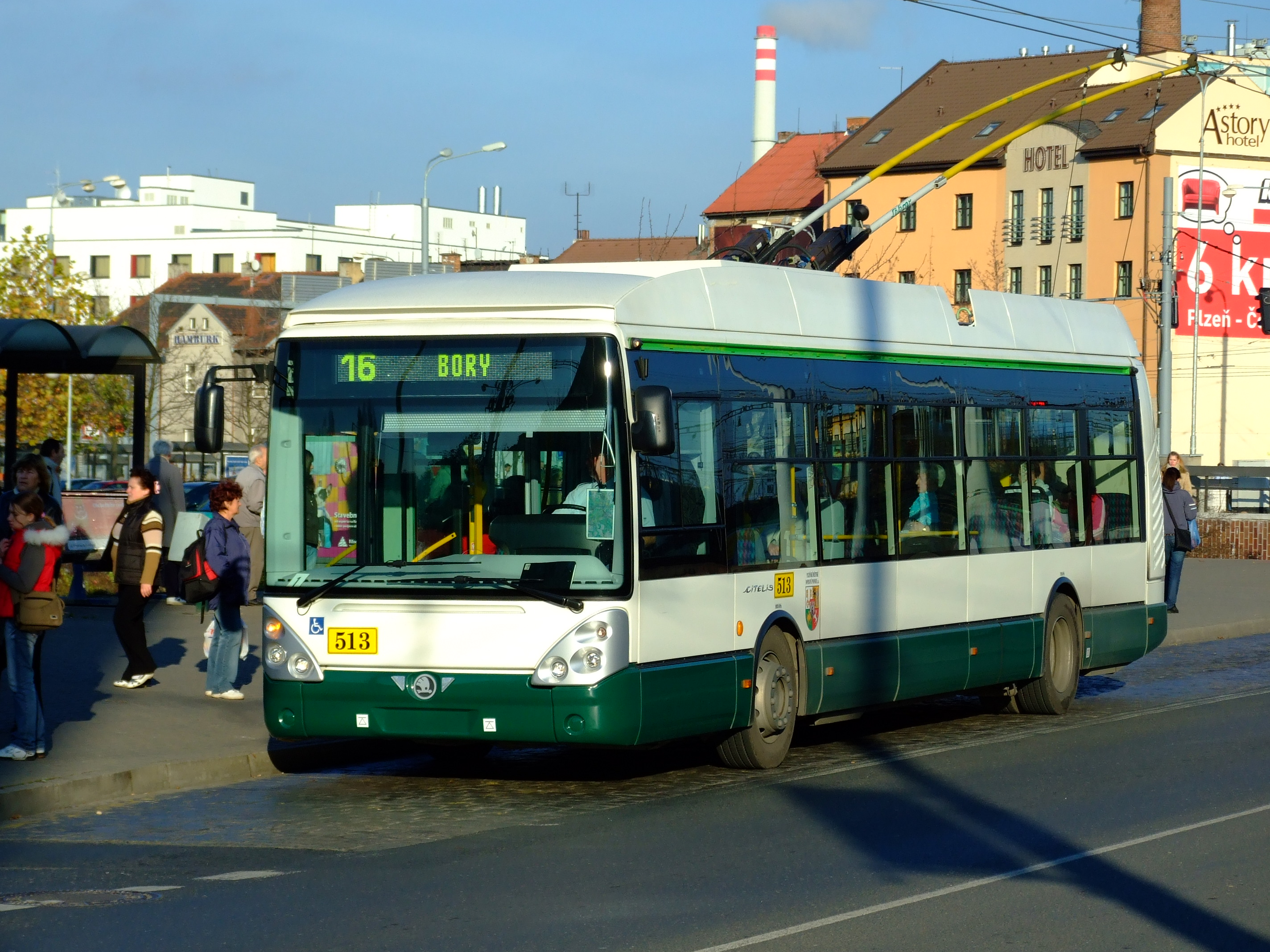